# Новотроицкий сельсовет (Минусинский район)
Новотроицкий сельсовет — сельское поселение в Минусинском районе Красноярского края Российской Федерации.
Административный центр — деревня Быстрая.

## История
В 2015 году административный центр был перенесён из села Новотроицкого в деревню Быструю.

## Население
| \| 2010[4] \| 2012[5] \| 2013[6] \| 2014[7] \| 2015[8] \| 2016[9] \| 2017[2] \| \| ------- \| ------- \| ------- \| ------- \| ------- \| ------- \| ------- \| \| 1820 \| ↗1868 \| ↗1898 \| ↘1858 \| ↘1855 \| ↗1862 \| ↗1893 \| 500 1000 1500 2000 2012 2017 |       |       |       |       |       |       |
| 2010 | 2012  | 2013  | 2014  | 2015  | 2016  | 2017  |
| 1820 | ↗1868 | ↗1898 | ↘1858 | ↘1855 | ↗1862 | ↗1893 |

## Состав сельского поселения
| № | Населённый пункт | Тип населённого пункта          | Население |
| - | ---------------- | ------------------------------- | --------- |
| 1 | Быстрая          | деревня, административный центр | 1033      |
| 2 | Комарково        | деревня                         | 6         |
| 3 | Новотроицкое     | село                            | 781       |

## Местное самоуправление
Новотроицкий сельский Совет депутатов
Дата избрания: 14.03.2010. Срок полномочий: 5 лет. Количество депутатов:  10
Глава муниципального образования
- Журавлев Василий Игоревич. Дата избрания: 14.03.2010. Срок полномочий: 5 лет